# Giacomo Lanfredini
Giacomo (o Jacopo) Lanfredini (Firenze, 26 ottobre 1680 – Roma, 16 maggio 1741) è stato un cardinale e vescovo cattolico italiano.

## Biografia
Nacque a Firenze il 26 ottobre 1680 da un'antica famiglia. Fu vescovo di Osimo e Cingoli.
Papa Clemente XII lo elevò al rango di cardinale nel concistoro del 24 marzo 1734.
Morì il 16 maggio 1741 all'età di 60 anni, ultimo discendente della sua famiglia.

## Genealogia episcopale
La genealogia episcopale è:
- Cardinale Scipione Rebiba
- Cardinale Giulio Antonio Santori
- Cardinale Girolamo Bernerio, O.P.
- Arcivescovo Galeazzo Sanvitale
- Cardinale Ludovico Ludovisi
- Cardinale Luigi Caetani
- Cardinale Ulderico Carpegna
- Cardinale Paluzzo Paluzzi Altieri degli Albertoni
- Cardinale Flavio Chigi
- Papa Clemente XII
- Cardinale Giovanni Antonio Guadagni, O.C.D.
- Cardinale Giacomo Lanfredini